# Embalse de Margalef
El embalse de Margalef es una infraestructura hidráulica española construida sobre el río Montsant, en el municipio de Margalef, situado en la comarca de El Priorato, provincia de Tarragona, Cataluña. Fue proyectada en 1984 y su construcción se inició en 1990.
Tiene una capacidad de 3 hm³, lo posibilita el riego de las tierras de los términos de Cabassers, la Bisbal de Falset y del mismo Margalef.
El pantano se construyó con la voluntad de almacenar agua para el riego de unas pocas hectáreas de cultivos de melocotoneros en el valle del Montsant. La obra estuvo rodeada de mucha polémica porque implicaba un gran impacto en la estructura y la función de uno de los ecosistemas fluviales hasta entonces más ricos y mejor conservados de toda la Cataluña mediterránea. A pesar de que el resultado de un estudio de impacto ambiental que se realizó resultó crítico -es decir que los impactos no eran asumibles ni compensados por los beneficios que la obra produciría-, y que se presentaron alternativas que permitían almacenar cantidades equiparables de agua sin dañar este tramo de río, el pacto político entre los alcaldes de la zona y el gobierno de turno posibilitó la aprobación del proyecto.